# Gyere velem!
A Gyere velem! a Skorpió magyar rockegyüttes negyedik nagylemeze. A lemezt még a régi Skorpió együttes készítette. CD-n nem jelent meg.
A oldal:
1. Örömteli évek
2. A jó öreg orgona - Gyula játssz!
3. Vándorló űrhobó
4. Add vissza őt
5. Gyere, gyere velem!

B oldal:
1. A rágógumi
2. Nyári estén
3. Hadd legyek én
4. A száguldás
5. Hajtogatom szüntelen

## Közreműködik
- Czetler Márton – harsona
- Dés László – szaxofon
- Hóna Gusztáv – harsona
- Keveházi Jenő – kürt
- Mali István – klarinét
- Palotai István – trombita
- Szánti Judit – vokál
- Szekeres Béla – trombita
- Szigeti Edit – vokál
- Várszegi Éva – vokál